# Mitra Kukar Football Club
Maillots
Le Mitra Kukar Football Club est un club de football indonésien basé à Tenggarong. Il vient d'atteindre la première division indonésienne.

## Histoire
Le club est créé en 1979, à Surabaya. Après avoir été renommé Mitra Surabaya en 1990, le club se délocalise à Palangkaraya neuf ans plus tard, en changeant de nom encore une fois (Mitra Kalteng Putra). En 2003, une seconde délocalisation est subite par le club, se trouvant maintenant à Tenggarong, étant ainsi baptisé en Mitra Kukar Football Club, le nom actuel.
Le club participe au premier tour de la Ligue des champions de l'AFC en 1988. Après une victoire contre les brunéiens de Bondarang (1-3), ils enchaînent deux nuls contre Pahang FA (0-0) et Geylang (1-1) et une défaite contre les Royal Thai (2-1).

## Palmarès
Le club compte quatre titres à son palmarès : le Galatama en 1980-81, 1982-83 et 1987-88 et l'Aga Khan Gold Cup en 1979. 
Une finale de Galatama est aussi jouée lors de la saison 1988-89.